# Урсакі Едвард Іванович
Е́двард Іва́нович Урса́кі (*2 серпня 1915, Новий Сонч, Королівство Галичини та Володимирії⁣ — †21 червня 2000, Івано-Франківськ, Україна) — український спортсмен, футболіст, вояк дивізії «Галичина».

## Життєпис
Народився 1915 р. в Новому Сончі на Лемківщині. У шестирічному віці перебрався з батьками до Станиславова. Навчався спочатку в школі ім. М. Шашкевича, а пізніше в Станиславівській українській гімназії. Виховувався в національному і релігійному дусі, в юнацькі роки був членом молодіжної організації «Пласт». 
Не склавши випускного іспиту в гімназії, 1933 р. подався на роботу до однієї з друкарень Станиславова. Протягом чотирьох років працював там на посаді набірника. Після радянської анексії західноукраїнських земель Едвард Урсакі працевлаштувався на посаду рахівника на станіславський шкірзавод. Зі встановленням в 1941 р. німецьких окупаційних порядків на українських землях якийсь час продовжив працювати на цьому підприємстві.  
У 1943 р. вступив до лав дивізії «Галичина». У ході кровопролитних боїв з радянською армією під Бродами в липні 1944 р. його військова частина була розбита. Едвардові Урсакі вдалося неушкодженим дістатися рідної домівки. 
Після повернення радянської влади на західні землі України потрапив в поле зору органів НКВС. 4 жовтня 1944 р. Едварда Урсакі заарештували, а за дев’ять днів вироком військового трибуналу засудили до 15 років позбавлення волі за ст. 54–1а–11 КК УРСР.
Заслання відбував на Воркуті. Після смерті Сталіна у результаті амністії Едварда Урсакі достроково звільнили з місць позбавлення волі й 1955 р. він повернувся до Станіслава. Надалі в рідному місті трудився в міськхарчторзі та на Приладобудівному заводі. 
Реабілітований 27 січня 1992 р.

## Спортивна кар’єра
Футболом серйозно захопився під час навчання в Станиславівській гімназії. Розпочав свою спортивну кар’єру з виступів у місцевій польській команді «Єдносць». У 1935 р. перейшов до новоствореного клубу УСК (Станиславів). Наступного року отримав запрошення до найсильнішого українського клубу краю тих часів «Пролом». У його складі провів чотири сезони, граючи на позиції лівого напівсереднього нападника.  
З приходом радянської влади протягом 1940–1941 рр. виступав у локальних турнірах за станіславський «Шкіряник». У часи німецької окупації в краєвих змаганнях захищав барви місцевого клубу «Заграва».
Під час відбуття покарання в одному зі сталінських таборів Воркути Едвард Урсакі організував на шахті футбольну команду з ув’язнених. Після амністії та повернення в рідний край був футбольним наставником аматорських колективів краю.